# 三重県立城山特別支援学校
三重県立城山特別支援学校（みえけんりつ しろやまとくべつしえんがっこう）は、三重県津市城山一丁目にある公立特別支援学校。

## 概要
身体障害（肢体不自由）のある児童・生徒が学んでいる。
- 所在地 - 三重県津市城山一丁目5番29号
- 通学区域 - 鈴鹿市、亀山市、津市

## 設置学部
- 小学部
- 中学部
- 高等部
- 訪問部

## 歴史
- 1957年（昭和32年）10月1日 - 三重県立草の実学園内に、「津市立高茶屋小学校・南郊中学校草の実分校」を設置。
- 1962年（昭和37年）4月1日 - 三重県立養護学校として開校。従来から設置されている草の実分校が津市から三重県に移管され「三重県立養護学校草の実分校」に改称。
- 1966年（昭和41年）4月1日 - 本校に高等部を設置。
- 1977年（昭和52年）4月1日 - 度会養護学校開校により校区が全県から一志郡（当時）以北に変更され、三重県立城山養護学校に改称。鈴鹿分校が三重県立杉の子養護学校として独立。
- 1979年（昭和54年）4月1日 - 草の実分校が「三重県立城山養護学校草の実分校」に改称。
- 1985年（昭和60年）12月13日 - 本校で校舎改築工事を開始。
- 1991年（平成3年）
  - 4月1日 - 草の実分校に高等部を設置。
  - 11月22日 - 本校で校舎改築が完成し、竣工式典を挙行。
- 1993年（平成5年）4月1日 - 本校より草の実分校が分離し、校名を三重県立草の実養護学校に変更。
- 1997年（平成9年）4月 - 養護学校北勢きらら学園開校により、校区を鈴鹿市以南・松阪市（旧一志郡）以南に変更。
- 2007年（平成19年）4月1日 - 三重県立城山特別支援学校に名称変更。草の実養護学校は「草の実特別支援学校」に校名変更。
- 2009年（平成21年）4月1日 - 草の実特別支援学校が再統合され、「草の実分校」に校名を変更。
- 2011年（平成23年）4月1日 - 訪問教育を稲葉特別支援学校から本校に移管。
- 2017年（平成29年）4月1日 - 草の実分校をかがやき特別支援学校へ移管[1]

## 交通
- JR紀勢本線高茶屋駅より徒歩15分
- 三重交通「城山東」停留所より徒歩4分